# Eleição municipal de Rio Claro em 2016
A eleição municipal de Rio Claro em 2016 foi realizada em 2 de outubro de 2016 para eleger um prefeito, um vice-prefeito e 19 vereadores no município de Rio Claro, no Estado de São Paulo, no Brasil. O prefeito eleito foi Juninho da Padaria, do DEM, com 53.95% dos votos válidos, sendo vitorioso logo no primeiro turno em disputa com outros cinco candidatos, Gustavo Perissinotto (PMDB)  obteve 29,97%, Sergio Santoro (PRB), 6,62%, Alcir Russo (PV)  4,16% , Airton Moreira (PSOL)  3,95% e Mário Zaia (SD) que obteve 1,34% dos votos validos. Com 144.927 eleitores, o município de Rio Claro teria apenas um único turno.
O pleito em Rio Claro foi parte das eleições municipais nas unidades federativas do Brasil. Rio Claro foi um dos 267 municípios vencidos pelo DEM, sendo 52 prefeitos do partido eleitos no estado de São Paulo e 215 prefeitos eleitos por todas os municípios do país; no Brasil, há 5.570 municípios.
A disputa para as 19 vagas na Câmara Municipal de Rio Claro envolveu a participação de 419 candidatos, tendo 93.174 votos nominais e  5.776 votos de legenda na eleição para o Legislativo. O candidato mais bem votado foi o candidato Paulo Guedes, que obteve 3,376 votos (3.41% dos votos válidos).

## Antecedentes

### Cenário à prefeitura

Mapa de localização do Município de Rio Claro no Estado de São Paulo, Brasil.

Na eleição municipal de 2012, Palmínio Altimari Filho, do PMDB, foi reeleito em Rio Claro com 64,49% dos votos. Em sua campanha Altimari tinha como principal proposta concluir o projeto de  melhoria do saneamento e da coleta seletiva no município. Como Du Altimari nao podia ser candidato à prefeitura de Rio Claro, o então prefeito exonerou do cargo o Secretário de Negócios Jurídicos, Gustavo Perissinotto, a fim de permitir que o mesmo atendesse o período mínimo de descompatibilização para ser pré-candidato a prefeito. Da mesma forma a então secretária do Meio Ambiente e vice-prefeita Olga Lopes Salomão (PT) também foi exonerada de seu cargo a fim de se lançar ao pleito eleitor, mas como vereadora.
Com um candidato indicado por Altimari, o PMDB, mantém a coligação Frente Progressista (PDT / PC do B / PMB / PPS / PSC/ PSD / PT / PMDB), atual base do governo e lança Gustavo Perissinotto ao cargo de prefeito de Rio Claro. O nome de Gustavo Perissinott foi oficializado no dia 30 de julho de 2016.
Como oposição a coligação Frente Progressista, o DEM uniu forças ao PEN, PP, PHS, PROS, PSB, PTdoB, PTC, PSDB, PSL, PTN e PTB para lançar sua chapa e conter o atual governo, principalmente interromper o ciclo de prefeitos eleitos pela Frente Progressista. Formando a coligação Coragem Para Mudar Rio Claro, o vereador Juninho da Padaria, DEM,  é o nome escolhido a fazer oposição e se lançar como candidato a prefeito. O nome de Juninho da Padaria foi oficializado no dia 21 de julho de 2016.
Uma outra coligação que emerge em meio a esse cenário é a coligação Rio Claro Merece Mais, que lança Sergio Santoro, agora filiado ao PRB,  candidato a prefeitura de Rio Claro. A coligação formada entre PRB e PR evidencia uma oposição ao atual governo, onde o PR deixa a coligação Frente Progressista e se lança junto ao PRB para chegar a prefeitura de Rio Claro. A oficialização do nome de Sergio Santoro foi feita pelo PRB no dia 31 de julho de 2016.
Mario Zaia é outro nome para as eleições municipais de Rio Claro em 2016, derrotado em 2012 e fundador do Solidariedade na cidade, o veterano disputa as eleições sem coligação, apenas com seu, recém-fundado, partido. Ainda como nomes a candidatos, o PSOL, também sem coligação se lança a prefeitura com o Airton Moreira e o PV, em chapa pura, apresenta o nome de Alcir Russo Junior. Alcir Russo e Airton Moreira foram oficialmente apresentados como candidatos ao Poder Executivo Municipal da cidade de Rio Claro nos dias 28 de julho de 2016 e no dia 31 de julho de 2016 respectivamente.

### Cenário à Vereadores
Desde 2004, Rio Claro elegia 12 vereadores, mas no dia 23 de março de 2015, o ex-presidente da Câmara dos vereadores, Agnelo Matos (PT), propôs aumentar o número de vereadores eleitos de 12 para 19, como ocorria antes de 2004. Anterior a isso o vereador Calixto (PRP), sugeria o aumento para 21 cadeiras, duas a mais do que a proposta de Agnelo Matos e o limite constitucional permitido. A medida causou discórdia da oposição, que era liderada por Juninho da Padaria, vereador do município na ocasião.
Desde que o aumento de vereadores voltou a ser possível, pela  Emenda Constitucional que foi aprovada em 2011, Rio Claro decidiu pela manutenção dos doze vereadores. Contudo até 2004, a Câmara Municipal de Rio Claro contava com dezenove cadeiras, porém o número foi reduzido por decisão do Tribunal Superior Eleitoral (TSE) sem que o repasse para o Legislativo tenha diminuído.
O texto, que dependeu de votação da Câmara dos Vereadores, apresentava um único paragrafo: “o Parágrafo Único, do Artigo 12, da Lei Orgânica do Município de Rio Claro-SP passa a ter a seguinte redação tendo em vista o que dispõe o inciso IV, do Artigo 29, da Constituição Federal: Artigo 12 – Parágrafo Único - A Câmara Municipal de Rio Claro-SP será composta por 19 (dezenove) vereadores, observando os limites constitucionais. Artigo 2° – Esta emenda entrará em vigor na data da sua publicação”, não houve explicação para tal medida, apenas dita como medida que busca a ampliação da “representatividade do Poder Legislativo do Município e dá outras providências”.
A medida precisou ser votada antes do mês de setembro de 2015 para que fosse válida já para as eleições de 2016 e precisava de no mínimo dois-terços dos votos para que fosse aprovada. Na semana anterior a votação, os partidos políticos lançaram um manifesto pela aprovação da alteração. O manifesto, não conseguiu na assinatura dos partidos de oposição, dentre eles: DEM, PSDB, PP, PTB e PEN. Já partidos como: PRP, PSC, PSD, PSOL, PT, PTC, PTN, PV, SDD, PCdoB, PDT, PHS, PMDB, PPS, PRB e PROS, que eram favoráveis a medida, defendiam que, pelo número de habitantes, Rio Claro já poderia contar com os 21 vereadores para que fosse possível atingir uma  representatividade de uma cidade entre 30 e 50 mil habitantes.
A medida precisou passar por duas votações até ser aprovada, nas duas votações o resultado foi o mesmo, 9 (nove) votos contra 3 (três), e em menos de cinco minutos de audiência ficou aprovada o aumento do número de cadeiras. Na primeira votação que ocorreu no dia 22 de junho de 2015 e na segunda votação, no dia 03 de julho de 2015 foi definitivamente aprovada o aumento do número de cadeiras. Para o presidente da Câmara na oportunidade, José Luiz Zaine, a medida representa uma maior representatividade para a cidade, uma vez que a mesma já contava com os mesmos dezenove vereadores, até 2004. Mas por outro lado, Zaine diz que o orçamento da cidade precisou ser readequado para que os novos sete (7) vereadores possam assumir seus cargos.

## Eleitorado
O eleitorado de Rio Claro, conta com 144.927 eleitores, dos quais 15.263 já se encontram cadastrados no sistema de identificação por biometria, o que representa 10,53% dos eleitores. Já aqueles que não estão ainda cadastrados pelo sistema de biometria equivale a 129.664 eleitores.

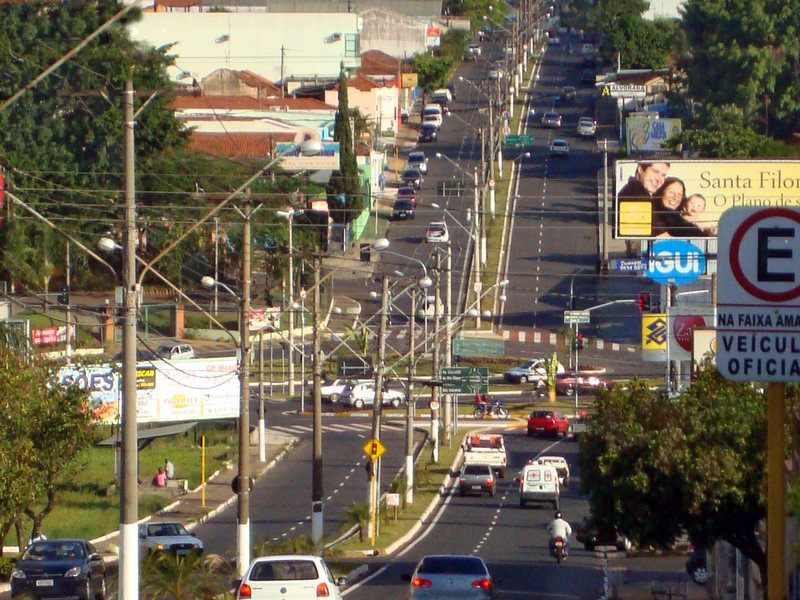
Rua 14 de Rio Claro

Do total de eleitores, Rio Claro apresenta um eleitorado majoritariamente formado por mulheres, que correspondem a 52% dos eleitores, um total de 75.864 eleitoras, contra 47% de eleitores, aproximadamente 68.500 homens.
Quanto a faixa etária do eleitorado de Rio Claro, os eleitores dentre 30 a 34 anos representam certa de 10,86% e de 35 a 39 anos somam 10,87%. Juntos eles representam mais de 21,73% dos eleitores do município. Os jovens de 16 a 24 anos representam 13,31% dos eleitores de Rio Claro, aproximadamente 19.200 jovens.
O eleitorado do município de Rio Claro conta com 26% dos eleitores com um grau de instrução correspondente a ensino fundamental incompleto, o que representa 37.683 eleitores. Já o analfabetismo corresponde a 1,6% dos eleitores, cerca de 2.300 eleitores. Contudo o grau de instrução de ensino médio completo representa cerca de 24,5% dos eleitores, cerca de 35.400 eleitores.
Em comparação aos anos de 2012 e de 2010, o eleitorado de Rio Claro teve um crescimento, onde passou de 130.687 em 2008,  a 138.330 eleitores em 2012 e chegando a 144.927 em 2016.

## Candidatos
Foram seis candidatos à prefeitura de Rio Claro em 2016: Juninho da Padaria, Gustavo Perissinotto, Sergio Santoro, Alcir Russo, Airton Moreira, Mario Zaia.

### Perfil dos candidatos

#### Juninho da Padaria (DEM)
João Teixeira Junior, o Juninho da Padaria, foi vereador do município de Rio Claro por três mandatos. Morador do Bairro de Benjamim de Castro, Juninho, como ficou conhecido, é padeiro e confeiteiro profissional, casado e pai de duas filhas. Aos 36 anos concorre pela primeira vez ao cargo de prefeito da cidade de Rio Claro. No seu ultimo mandado como vereador, Juninho era lider da oposição, fazendo frente à gestão de Du Altimarie (PMDB).

#### Gustavo Perissinotto (PMDB)
Natural de Rio Claro, Perissonotto, é formado em direito e exerce a função de advogado e também é professor. Ex-secretário de Negócios Jurídicos de Rio Claro, na gestão de Du Altimarie, já foi servidor público em Piracicaba e em Santa Gertrudes. Aos 41 anos, concorre ao cargo de prefeito do município de Rio Claro pela primeira vez.

#### Sergio Santoro (PRB)
Aos 57 anos, Santoro se lança  candidato ao cargo de prefeito da cidade de Rio Claro pela primeira vez. Advogado e natural de Rio Claro, Santoro, também é jornalista e já atuou como superintendente do Procon e do PAT.

#### Alcir Russo (PV)
Advogado com especialização na área de Direito Público, Alcir Russo, é natural de Rio Claro e atuava como assessor parlamentar na Câmara de Vereadores do município.

#### Airton Moreira (PSOL)
Aos 30 anos e natural de São Paulo, Airton Moreira é sociólogo e professor da rede privada de ensino.Pela primeira vez disputa as eleições para o Poder Executivo do Município.

#### Mario Zaia (SD)
Presidente municipal do Solidariedade em Rio Claro, Zaia, aos 90 anos disputa novamente as eleições municipais da cidade de Rio Claro. Natural de Cordeirópolis, Zaia disputou as eleições pela primeira vez em 1951 e foi eleito e reeleito prefeito de Cordeirópolis. Por duas oportunidades foi vereador e chegou a ser Presidência da Câmara de Cordeirópolis, entre 1957 e 1958. Em 2012, nas eleições municipais de Rio Claro, Mário Zaia obteve 7,40% dos votos e não conseguiu se eleger.

## Campanha
Antes mesmo de começarem as campanhas eleitorais, já ocorreu um episódio que foi parar na justiça. Os candidatos Gustavo Perissinotto, do PMDB, Sérgio Santoro, do PRB e Juninho da Padaria, do DEM, foram denunciados por distribuição de panfletos antecipadamente e que estariam em desacordo com a legislação eleitoral. A acusação feita ao candidato Sérgio Santoro foi feita pelo DEM, partido de seu concorrente, Juninho da Padaria, aponta que o candidato estava distribuindo material de campanha que infringia as regularidades da campanha eleitoral. Para o Juiz Eleitoral, Durval José de Moraes Leme, contestou que “de fato o referido panfleto apresentado como boletim informativo do Partido Republicano Brasileiro – PRB não cogita tão-somente de uma pretensa candidatura, eventualmente a ser confirmada, mas apresenta publicamente o pré-candidato como a solução para os problemas”
Os planos de governo de cada candidato podem ser encontrados na página do TSE. Dos planos de governo, as áreas mais evidentes são saúde e segurança pública, cada candidato tem um projeto para atuar nessas duas áreas. Airton Moreira (PSOL) defende a ampliação de leitos hospitalares . Juninho da Padaria (DEM) pretende acompanhar o andamento da fila de espera para cirurgias e procedimentos eletivos antes de propor melhorias. Gustavo Perissinotto (PMDB) propõe viabilizar a criação de um Hospital-Dia na UPA do Cervezão. Sérgio Santoro defende o Programa de Saúde da Famílias e busca atender 100% das familias. Alcir Russo (PV) pretende retomar de forma emergencial, os mutirões para reduzir as filas de espera em cirurgias e consultas pelo sistema público de saúde do municipio.  Enquanto Mário Zaia (SD) propõem em racionalização dos investimentos na área de Saúde.
Já na área da Segurança Pública a divergência entre os candidatos evidencia uma discussão a respeito, uma vez que existe candidatos que defendam  a segurança pública da cidade como competência do município e os que defendem que Segurança Pública é de responsabilidade do Estado. Juninho (DEM) defende a aproximação  da Guarda Civil e da população, aumentando o efetivo de guardar e de viaturas. Gustavo Perissinotto (PMDB) pretende buscar recursos financeiros do Sistema Nacional de Proteção e Defesa Civil para atuar nas áreas de maior risco do município, além de defender a implantação de uma sistema de monitoramento por câmeras de video. Santoro (PRB) já acredita que a Segurança Pública é responsabilidade do município e quer criar uma força de elite da Guarda Civil Municipal. Airton Moreira (PSOL) também defende essa ideia e aponta em municipalizar a segurança. Alcir Russo (PV) busca priorizar a integridade do indivíduo. Enquanto Mário Zaia (SD) propõem o investimento maciço em policiamento preventivo, ampliando a frota de veículos e de guardas.

### Pesquisas
As pesquisas de intenção de votos na cidade de Rio Claro foram realizadas pela empresa Limite Consultoria, a pedido do Jornal da cidade de Rio Claro. Como o último candidato a prefeitura só foi conhecido no dia 01 de agosto de 2016, algumas pesquisas foram feitas ainda com supostos candidatos. Mas em todas as pesquisas realizadas era considerável a diferença entre as intenções de votos em Juninho da Padaria para os demais concorrentes.
| Data de realização          | Data de divulgação     | Instituto          | Número de registro no TRE | Contratante                | Entrevistados | Margem de erro | Candidato                | Candidato            | Candidato                   | Candidato       | Candidato             | Candidato        | Não sabe/ Não respondeu | Brancos e nulos |
| Data de realização          | Data de divulgação     | Instituto          | Número de registro no TRE | Contratante                | Entrevistados | Margem de erro | Juninho da Padaria (DEM) | Sérgio Santoro (PRB) | Gustavo Perissinotto (PMDB) | Mario Zaia (SD) | Airton Moreira (PSOL) | Alcir Russo (PV) | Não sabe/ Não respondeu | Brancos e nulos |
| --------------------------- | ---------------------- | ------------------ | ------------------------- | -------------------------- | ------------- | -------------- | ------------------------ | -------------------- | --------------------------- | --------------- | --------------------- | ---------------- | ----------------------- | --------------- |
| 16 a 19 de agosto de 2016   | 21 de agosto de 2016   | Limite Consultoria | SP-00846/2016             | Jornal Cidade de Rio Claro | 708 eleitores | ± 3,7%         | 42,7%                    | 8,4%                 | 4,7                         | 2,2             | 1%                    | 1%               | 13,5%                   | 26,5            |
| 26 e 28 de setembro de 2016 | 30 de setembro de 2016 | Limite Consultoria | SP-03497/2016             | Jornal Cidade de Rio Claro | 720 eleitores | ±3,7%          | 46,6%                    | 5,4%                 | 17,6                        | 0,9             | 1,3%                  | 2%               | 10,2%                   | 16%             |

## Resultados
No município de Rio Claro, assim como em todos os municípios do Brasil, as eleições ocorreram durante todo o dia 02 de outubro de 2016. Pouco a pouco foram sendo apurados os votos. No mesmo dia da votação, Rio Claro, já conhecia seu novo prefeito e seus vereadores. Com um total de 115.402 votos o resultado das apurações foram o seguinte:

### Prefeito
| Candidato(a)                              | Vice                                      | Turno único 2 de outubro de 2016 | Turno único 2 de outubro de 2016 |
| Candidato(a)                              | Vice                                      | Total                            | Percentagem                      |
| ----------------------------------------- | ----------------------------------------- | -------------------------------- | -------------------------------- |
| Juninho da Padaria (DEM)                  | Coronel Bellagamba (PTB)                  | 50 892                           | 53,95%                           |
| Gustavo Perissinotto (PMDB)               | Djalma de Paula (PDT)                     | 28 266                           | 29,97%                           |
| Sergio Santoro (PRB)                      | Profa. Rosemeire Archangelo (PR)          | 6 247                            | 6,62%                            |
| Alcir Russo (PV)                          | Dr. Egberto (PV)                          | 3 928                            | 4,16%                            |
| Airton Moreira (PSOL)                     | Cilene Pereira (PSOL)                     | 3 728                            | 3,95%                            |
| Mario Zaia (SD)                           | Oripes do Cervezão (SD)                   | 1 268                            | 1,34%                            |
| → Total de votos válidos                  | → Total de votos válidos                  | 94 329                           | 81,74%                           |
| → Votos em branco                         | → Votos em branco                         | 5 785                            | 5,01%                            |
| → Votos nulos                             | → Votos nulos                             | 15 288                           | 13,25%                           |
| Total de votos (válidos, nulos e brancos) | Total de votos (válidos, nulos e brancos) | 115 402                          | 79,63%                           |
| Abstenções                                | Abstenções                                | 29 520                           | 20,37%                           |
| Total de eleitores aptos                  | Total de eleitores aptos                  | 144 922                          | 100%                             |

### Vereador
Dos dezenove (19) vereadores eleitos, treze (13) são da base política do prefeito eleito Juninho da Padaria  (DEM). Apenas seis vereadores foram reeleitos. O vereador mais votado foi Paulo Guedes (PSDB), que teve 3.376 votos e se reelegeu vereador de  Rio Claro.  O   DEM é o partido com o maior número de vereadores eleitos cinco (5), seguido por  PSB,  PP,  PSDB e  PTB com duas (2) cadeiras cada. Rio Claro contou com 419 candidatos a vereador na eleição municipal de 2016